# Äggekobb
Äggekobb är ett skär i den centrala delen av Stockholms skärgård, cirka 5 sjömil sydost om Möja. Skäret ligger inom den sydostligaste delen av Storö-Bockö-Lökaö naturreservat, ett av de större naturreservaten inom den centrala delen av Stockholm skärgård som förvaltas av Skärgårdsstiftelsen. Äggekobb nås enklast från byn Berg på Möjas ostsida via Bockösundet mellan Lökaön och Bockö som löper i rak sydostlig riktning ner till Horstensfjärden, en total sträcka från Möja på cirka 5 sjömil. Skäret har nästan formen av ett ägg, med en utbredning i väst-ostlig riktning på cirka 270 meter och i nord-sydlig riktning på 370 meter.
Äggekobb är välbesökt av fritidsbåtar under sommarsäsongen och erbjuder många fina vidsträckta klippor med bra tilläggsplatser på väst- och sydsidan. Skäret är också ett ofta använt riktmärke för navigering ut till Björkskärs skärgård och vidare upp till Lilla och Stora Nassa skärgårdar genom att överfarten över Björkskärsfjärden från Äggekobbs ostsida, med rak ostlig kurs, är helt fri från förrädiska grynnor.